# Майк Піромпен
Майк Піромпен (тай. ไมค์ ภิรมย์พร);  — таїландський співак та відомий актор. Він став співаком на звукозапису Grammy Gold з 1995 року.

## Дискографія

### Альбом
- 1995 - "Kan Lang Kor Lao" (คันหลังก็ลาว)
- 1996 - "Nam Ta Lon Bon Toe Jeen" (น้ำตาหล่นบนโต๊ะจีน)
- 1998 - "Ya Jai Khon Jon" (ยาใจคนจน)
- 2000 - "Nuei Mai Khon Dee" (เหนื่อยไหมคนดี)
- 2007 - "Yang Rak Kan Yoo Rue Plao" (ยังรักกันอยู่หรือเปล่า)
- 2018 - "Bon Thanon Sai Khon Dee" (บนถนนสายคนดี)
- 2019 - "Status Bor Koei Pliean" (สเตเตัสบ่เคยเปลี่ยน)